# Echelon Corporation
La Echelon Corporation è un'azienda che progetta reti di controllo per collegare macchine e altri dispositivi elettronici, con scopi di rilevamento, monitoraggio e controllo.

## Attività
In Italia la Echelon Corporation ha collaborato con Enel fornendo le sue competenze tecnologiche (advanced meter management, AMM) per sostituire i vecchi contatori elettromeccanici del consumo di energia elettrica con moderni contatori elettronici (oltre 27 milioni di utenze) che consentono una lettura dei consumi "automatica" e una gestione a distanza dei contratti. L'innovazione che permette tariffe di tipo multiorario con possibili risparmi.
La piattaforma Lonworks di Echelon per la creazione di reti di controllo è stata commercializzata nel 1990 per l'uso nelle abitazioni, nei trasporti e nel mercato della domotica. Dal dicembre 2008 è uno standard internazionale (ISO/IEC 14908). Tutti i dispositivi che rispettano lo standard possono comunicare tra di loro.
Presentato nel 2003 il Networked Energy Services system (NES) è un sistema aperto per misurazioni nel campo delle infrastrutture.
Le risorse tecnologiche di Echelon sono attualmente utilizzate nell'illuminazione pubblica a Oslo (Norvegia), Québec (Canada) e in numerose città della Francia e Germania. Siti dimostrativi si trovano ad Anchorage in Alaska e in California a San Francisco e San Jose.
Recentemente la Echelon ha vinto la gara per la fornitura del sistema NES a diverse centinaia di migliaia di clienti in Svezia e nei Paesi Bassi.
La Echelon Corporation ha sede a San Jose (California) con uffici in Cina, Francia, Germania, Italia, Hong Kong, Giappone, Corea del Sud, Paesi Bassi e Regno Unito.

## Acquisizioni
- Arigo Gmbh (2001)[5]
- BeAtHome (2002)[6]
- Metering Technology Corporation (MTC)[7]

## Collaborazioni
- Toshiba[8][9]
- NTT Data Engineering Systems Corporation[10][11]
- Samsung[12]